# فيلو فارنزوورث
فيلو تايلور فارنسورث (بالإنجليزية Philo Taylor Farnsworth) ‏ (19 أغسطس 1906 - 11 مارس 1971) مخترع أمريكي معروف ورائد التلفزيون الأمريكي وأشهر اخترعاته هو التلفزيون الإلكتروني. قدّم العديد من المساهمات التي كانت حاسمة في التطور المبكر لجميع الإلكترونيات والتلفزيون. وربما كان أفضل اختراع له هو أول جهاز يعمل بكامل طاقته الإلكترونية أنبوب كاميرا الفيديو «مشرح الصورة» (بالإنجليزية video camera tube "image dissector ") وهو أول نظام تلفزيوني كامل، وأيضاً هو أول شخص استطاع إثبات مثل هذا النظام للناس. وضع فارنسورث نظام للتلفزيون الكامل مع الكاميرا وأنتجه تجاريا عن طريق شركة فارنسورث للتلفزيون والراديو من عام 1938 إلى عام 1951.
في وقت لاحق فارنسورث اخترع جهاز صغير للاندماج النووي، والذي سمي Farnsworth–Hirsch fusor أو ببساطة "fusor" لتوظيف كهرباء الحبس بالقصور الذاتي (IEC) وأن لم يكن هذا الجهاز عملي لتوليد الطاقة النووية فإنه يخدم كمصدر قابل للحياة من النيوترونات. وكان تصميم هذا الجهاز الملهم الأول لمفاعل الانصهار النووي الأخرى مثل Philo Farnsworth.
لدى فارنسورث 165 براءة اختراع ومعظمها في التلفزيون وإذاعة.
وتوفي 11 مارس 1971 بمرض التهاب الرئة.

## اختراعاته

### التلفزيون الإلكتروني
عمل فارنزوورث على كشف مبدأ عمل مجزئ الصور في صيف عام 1921، قبل عيد ميلاده الخامس عشر بفترة قصيرة، وقدم النسخة الأولى القابلة للعمل منه في السابع من سبتمبر عام 1927، بعد أن أكمل عامه الحادي والعشرين في شهر أغسطس السابق. نظرًا لحياته في المزرعة، أتى إلهامه لمسح الصورة بشكل سلسلة من الخطوط نتيجة حركة الذهاب والإياب المستمرة المستخدمة في حراثة الحقل. في سياق قضية تدخل في براءة الاختراع رفعتها شركة راديو أمريكا عام 1934 وحُسمت في فبراير عام 1935، أحضر مدرس الكيمياء الذي علمه في الثانوية جاستن تولمان مخططًا كان قد رسمه لرسم أراه إياه فارنزوورث على اللوح الأسود في ربيع عام 1922. ربح فارنزوورث القضية؛ طالبت شركة راديو أمريكا بالاستئناف عام 1936 وخسرت القضية. تلقى فارنزوورث عائدات من شركة راديو أمريكا لكنه لم يصبح ثريًا في حياته. استُخدم أنبوب كاميرا الفيديو -الذي طُور بفضل المجهودات المشتركة لكل من فارنزوورث وزووريكين والعديد غيرهم- في جميع كاميرات التلفزيون تقريبًا حتى أواخر القرن العشرين حين بدأت تقنيات جديدة مثل جهاز اقتران الشحنة بالظهور.[بحاجة لمصدر]
طور فارنزوورث أيضًا «تذبذب الصورة»، وهو أنبوب أشعة مهبطية يعرض الصور الملتقطة بواسطة مجزئ الصور.
دعا فارنزوورث جهازه باسم مجزئ الصور لأنه حول العناصر الفردية للصورة إلى كهرباء كلٌّ على حدة. استبدل بالأقراص الدوارة عنصر السيزيوم، وهو عنصر يصدر إلكترونات عند تعرضه إلى الضوء.
في عام 1984، أُضيف اسم فارنزوورث إلى صالة فخر المخترعين الوطنيين في الولايات المتحدة.

### اختراعات أخرى
عند وفاته، حمل فارنزوورث نحو 300 براءة اختراع أمريكية وأجنبية. ساهمت اختراعاته في تطوير الرادار وأجهزة الرؤية الليلية بالأشعة تحت الحمراء والمجهر الإلكتروني ووحدة العناية المركزة للأطفال حديثي الولادة والتنظير الهضمي والتلسكوب الفلكي.